# John Manners, 7:e hertig av Rutland
John James Robert Manners, 7:e hertig av Rutland, född den 13 december 1818 på Belvoir Castle, död där den 4 augusti 1906, var en brittisk politiker, yngre son till 5:e hertigen av Rutland, bror till 6:e hertigen. 
Rutland kallades, tills han 1888 ärvde hertigtiteln, lord John Manners. Han var medlem av underhuset 1841–1847 och 1850–1888. Sina ridderliga ideal sökte han som ung tolka i diktsamlingen England's trust, and other poems (1841), och han tillhörde den av Benjamin Disraeli ledda "Young-England-kretsen", som strävade efter en aristokratisk renässans i förbindelse med högkyrkans pånyttfödelse och genomgripande social reformpolitik. (Rutland är förebilden för "lord Henry Sidney" i Disraelis "Coningsby".)
Rutland uppträdde, tvärt emot Manchesterskolans whigs, kraftigt för arbetarskyddslagstiftning och var ivrig protektionist. Som minister för allmänna arbeten tillhörde han lord Derbys tre ministärer (1852, 1858–1859 och 1866–1868), var därefter chef för postverket i Disraelis ministär 1874–1880 och i Salisburys första ministär (1885–1886) samt kansler för hertigdömet Lancaster i den andra Salisburyministären (1886–1892). Under sina sista år uppträdde han kraftigt för Chamberlains tariffreformpolitik.
Han var gift två gånger, första gången 1851 med Catherine Louisa Marley (död 1854). Barn:
- Henry John Brinsley Manners, 8:e hertig av Rutland (1852–1925)

Andra gången 1862 med Janetta Hughan (1837–1899), med vilken han fick sju barn.